# Plateros nigrior
Plateros nigrior är en skalbaggsart som beskrevs av Green 1953. Plateros nigrior ingår i släktet Plateros och familjen rödvingebaggar. Inga underarter finns listade i Catalogue of Life.